# Kattigehalli, Kunigal
Kattigehalli là một làng thuộc tehsil Kunigal, huyện Tumkur, bang Karnataka, Ấn Độ.